# Кудашево (Бураевский район)
Кудашево (баш. Ҡоҙаш) — деревня в Бураевском районе Республики Башкортостан Российской Федерации. Входит в состав Кушманаковского сельсовета.

## География
Стоит на реке Себерган.

### Географическое положение
Расстояние до:
- районного центра (Бураево): 8 км,
- центра сельсовета (Кушманаково): 3 км,
- ближайшей ж/д станции (Янаул): 76 км.

## Название
Названа по имени Кудаша Кашбердина.

## История
Деревня была основана между 1730 и 1734 годами башкирами деревни Кушманаково Эске-Еланской волости Казанской дороги на собственных вотчинных землях.
Список населённых мест Российской империи по сведениям 1859–1873 годов
пишет: "Кудашева, деревня при рч. Сибиргане"
Список населённых мест Уфимской губернии 1905 года пишет: «Кудашева, д. на прос. дор., при р.р. Сибирган и Танып, перевоз, 2 мечети, 2 бак. лав., 3 мел.», входила в Бирский уезд, Калмыковская волость

## Население
| 2002 | 2009 | 2010 |
| ---- | ---- | ---- |
| 456  | ↘443 | ↘409 |

Согласно переписи 2002 года, преобладающая национальность — башкиры (81 %).

## Инфраструктура
Личное подсобное хозяйство с зоной сельскохозяйственного использования, индивидуальная застройка усадебного типа.
Основа экономики — сельское хозяйство.
Основная общеобразовательная школа. Сельский клуб. Фельдшерско-акушерский пункт. Газорегуляторный пункт.

## Достопримечательности
Памятник Великой отечественной войны.

## Транспорт
Деревня доступна автотранспортом.

## Религия
В деревне есть мечеть.